# Baptisten in Finnland

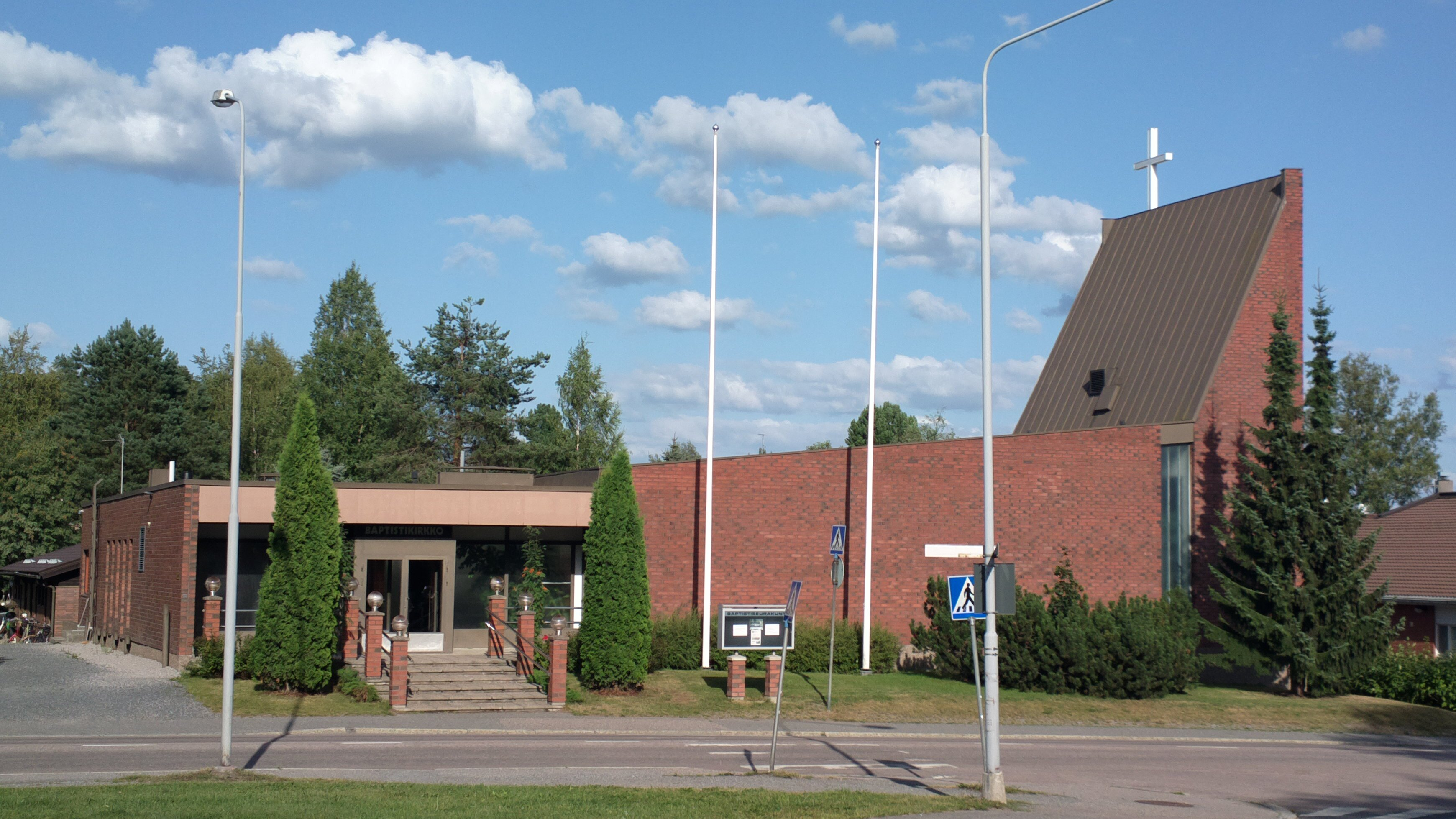
Finnischsprachige Baptistengemeinde in Tampere.

Baptisten in Finnland gibt es nachweislich seit der Mitte des 19. Jahrhunderts. Sie gehören drei verschiedenen finnischen Gemeindeverbänden an. Die Finnlandschweden unter ihnen haben sich im Finlands Svenska Baptistsamfund zusammengeschlossen. Finnisch sprechende Baptisten sind in der Suomen Baptistikirkko verbunden. Zwei finnische Gemeinden gehören den Siebenten-Tags-Baptisten an. Außerdem existieren noch einige unabhängige Baptistengemeinden, darunter die Grace Baptist Church/Armon Baptistiseurakunta in Tampere. Früher wurde die Gemeinde auf Finnisch als Perinteinen Baptistiseurakunta und auf Englisch als International Baptist Church bekannt. Auch die Agape International Baptist Church in Pedersöre gehört zu den unabhängigen Baptistengemeinden.

## Geschichte

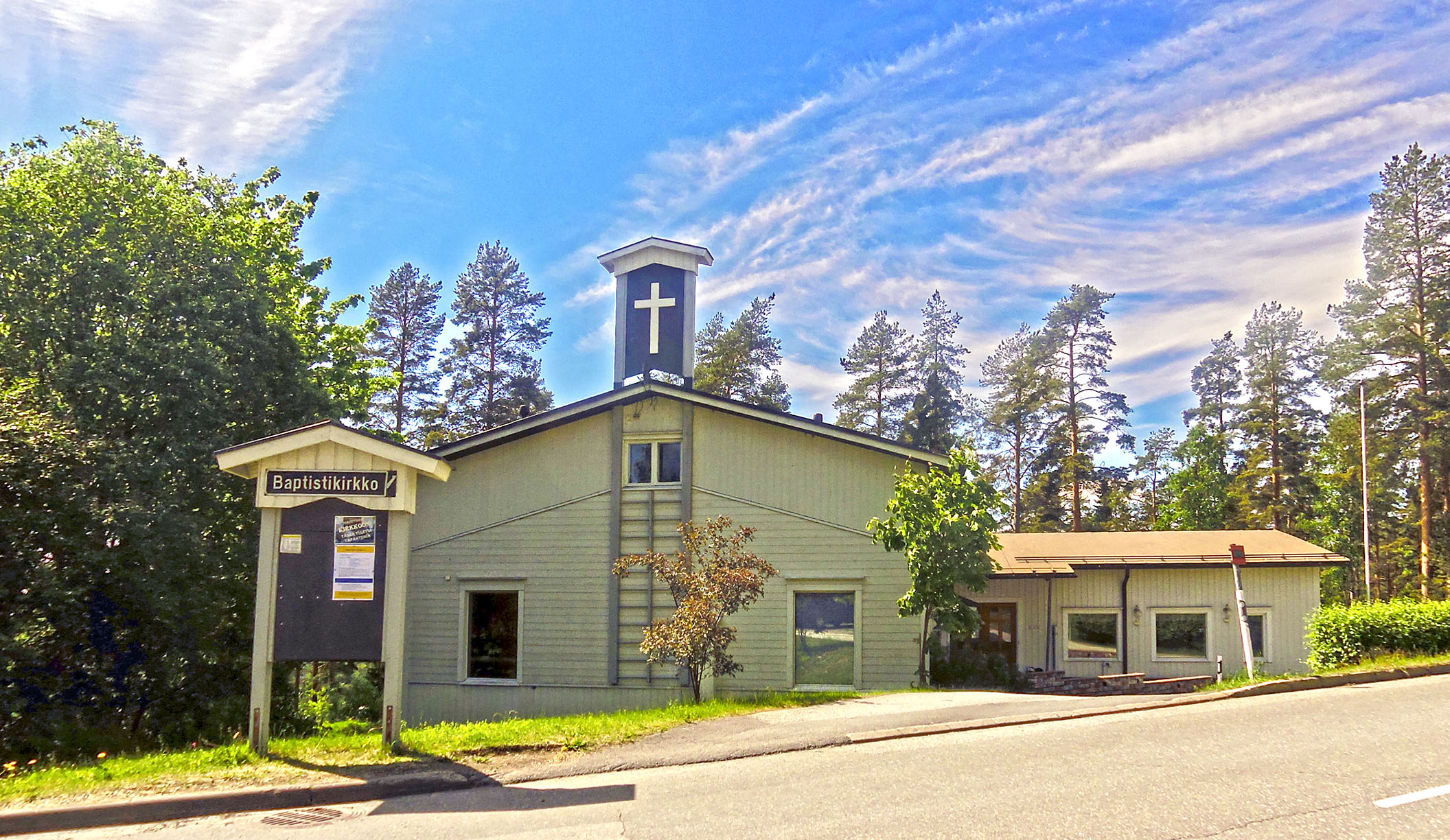
Baptistenkirche in Vaajakoski

Schwedische Baptistenmissionare gründeten um 1856 in Föglö (Åland) die erste finnische Baptistengemeinde. Zu dieser Zeit war Finnland noch Teil des russischen Zarenreiches. Die lutherische Staatskirche beherrschte das religiöse Leben und versuchte mit allen Mittel, das Entstehen und die Ausbreitung freier Gemeinden zu behindern. Dennoch konstituierte sich 1870 in Jakobstad (finnisch: Pietarsaari) eine weitere schwedischsprachige Gemeinde. Im selben Jahr evangelisierte ein finnischer Seemann namens Henriksson in der südwestfinnischen Landschaft Satakunta. Auf seine Wirksamkeit führt die Baptistengemeinde Luvia ihre ebenfalls auf 1870 datierte Entstehung zurück.
Die drei genannten Baptistengemeinden gelten als die ersten Freikirchen Finnlands. Ihnen folgten später die Methodisten, Pfingstler und weitere freie evangelische Gemeinden. Heute sind diese Kirchen im sogenannten Freikirchenrat verbunden.
Nachdem in den ersten Jahrzehnten ausschließlich die schwedischen Baptisten die Aufbauarbeit in Finnland unterstützt hatten,
beteiligte sich ab 1889 die Missionsgesellschaft der American Baptist Churches (USA) an ihrer Finanzierung. Im selben Jahr wurde den finnischen Baptisten per Gesetz erlaubt, sich neben der Evangelisch-lutherischen Staatskirche als eigenständige Körperschaft registrieren zu lassen. Drei Jahre später gründeten die Gemeinden um Jakobstad einen regionalen schwedischsprachigen Verband. 1892 erschien auch erstmals die von I. S. Osterman ins Leben gerufene Zeitschrift Finska Månadsposten (= Finnische Monatspost) und 1896 das vom Schriftsteller Veikko Palomaa (1865–1935) herausgegebene finnischsprachige Pendant Totuuden Kaiku (= Echo der Wahrheit). 1904 formierten sich auch die finnischsprachigen Gemeinden zu einem Bund.
Die Anfänge der Siebenten-Tags-Baptisten liegen in den 1980er Jahren. Sie sind verbunden mit Thomas McElwain, einem US-Amerikaner, der an der Universität in Turku im Fachbereich Vergleichende Religionswissenschaften und Sozialpolitik lehrte. Zwischen 1986 und 1990 leitete er ehrenamtlich die Mission der Siebenten-Tags-Baptisten in Nordeuropa. Neben der von McElwain gegründeten Gemeinde in Turku existiert eine weitere in Helsinki. Überregional eingebunden sind die beiden Gemeinden in der Vereinigung Baltic Convention, die sie mit estnischen Siebenten-Tags-Baptisten gegründet haben.
In Tampere entstand unter russischen Immigranten eine der unabhängigen Baptistengemeinden. Sie ging aus der Pionierarbeit des von der Baptist Mid Mission entsandten Ehepaares Tom und Linda Ruhkala hervor. Seit 2006 werden neben russisch- und finnischsprachigen Gottesdiensten auch Veranstaltungen in englischer Sprache angeboten.

## Theologie, Struktur, Statistik
Nicht nur die Zugehörigkeit zu verschiedenen Sprachgruppen unterscheiden die beiden Baptistenbünde voneinander, sondern auch ihre jeweilige theologische Ausrichtung. Während die Baptistikirkko in vielen Themenfeldern evangelikale Positionen vertritt, neigt der Baptistsamfund eher liberalen Ansichten zu und praktiziert zum Beispiel die Frauenordination und die Offene Kommunion. Die Ausbildung der Hauptamtlichen erfolgt in verschiedenen Einrichtungen. Während die Schwedischsprachigen an der ökumenischen Åbo Academy studieren, besuchen die Finnischsprachigen ein mit anderen Freikirchen geführtes Bibelinstitut.
In der Außenmission kooperiert die Baptistikirkko mit den dänischen sowie schwedischen Baptisten und unterstützt Missionare in Afrika, Asien und Südamerika. Sie beteiligt sich auch an verschiedenen missionarischen Projekten in Estland.  Der Samfund gehört zu den Trägerkirchen der Europäisch-Baptistischen Mission.
Beide Verbände sind auf lokaler Ebene kongregational und als nationaler Zusammenschluss jeweils synodal organisiert.  Sie sind Mitgliedskirchen der Europäisch-Baptistischen Föderation und damit auch des Baptistischen Weltbundes. Die Gemeinden der Siebenten-Tags-Baptisten gehören über ihre internationale Organisation ebenfalls zum Weltbund der Baptisten.
Zur Vereinigung Finlands Svenska Baptistsamfund gehören 17 Gemeinden mit 1162 Mitgliedern. In der Suomen Baptistikirkko sind 14 Gemeinden mit 691 Mitgliedern  vereinigt. Zur Gemeinschaft der Siebenten-Tags-Baptisten gehören zwei Gemeinden mit 35 Mitgliedern. Die Mitglieder- und Gemeindezahlen der unabhängigen Baptistenkirchen sind unbekannt.